# Luis Enrique Gutiérrez Ortiz Monasterio
Luis Enrique Gutiérrez Ortiz Monasterio, más conocido como LEGOM (Guadalajara, Jalisco, 3 de diciembre de 1968 - Xalapa, 23 de mayo de 2022). Dramaturgo mexicano y ocasionalmente poeta y narrador que ha ganado varios premios nacionales de dramaturgia entre ellos el "Premio Nacional de Dramaturgia Manuel Herrera" de Querétaro en tres ocasiones. Una de sus obras se ha traducido al inglés, hebreo y francés. Una de sus obras más conocida es Las chicas del tres y media floppies. 
Miembro del Sistema Nacional de Creadores del FONCA.
Forma parte de una generación de autores mexicanos que en algún momento crearon un colectivo llamado Telón de Aquiles, como Édgar Chías, Bárbara Colio, Alberto Villarreal, Elena Guichins, Joge Kuri.
Junto con Édgar Chías creó el Festival de la Joven Dramaturgia en 2002. En sus últimos años de vida fue el dramaturgo residente de la Compañía Titular de Teatro de la Universidad Veracruzana.
La causa de su deceso fue una insuficiencia renal. Vivió con un solo riñón desde antes de cumplir 43 años (2011).

## Obras
- El Jugo de Tres Limones (1999)
- Los restos de la nectarina (2000)
- Sí una noche o algo así (2003)
- Deus ex pórquina
- Cualquiera que duele y nada
- Diatriba rústica para faraones muertos (2005).
- De bestias criaturas y perras (2004).
- Edi y Rudy
- Las chicas del tres y media floppies (2005).
- Sensacional de maricones (2007).
- Demetrius
- Cosas Raras
- Civilización (2007).Dramaturgia
- Lampart o de cómo colarse a la historia (2009)

Entre un aproximado de 40 obras inéditas.